# Poiana Sibiului
Poiana Sibiului là một xã thuộc hạt Sibiu, România. Dân số thời điểm năm 2002 là 2807 người.